# Punta del Este
Punta del Este es una ciudad peninsular, situada en el extremo meridional de Uruguay, en el departamento de Maldonado, a  5 km de distancia de la ciudad capital homónima del mismo. Es uno de los balnearios más exclusivos de América Latina y el más importante en Uruguay, el segundo mayor destino turístico del país detrás de Montevideo. Está ubicada sobre una estrecha franja de tierra que convencionalmente separa el Río de la Plata del Océano Atlántico, aunque ambas riberas están bañadas por aguas ya marinas. La ciudad ha sido llamada "El Mónaco del Sur", "La Perla del Atlántico", "Los Hampton de América del Sur", "El Miami Beach de América del Sur" y "El St. Tropez de América del Sur". Es la ciudad más al Sur del país.
Existe una extensa lista de personalidades que, aunque diversa, han tenido una cosa en común: visitaron, residieron o adquirieron propiedades de vacaciones en Punta del Este y sus alrededores.
Como eventos históricos, Punta del Este ha sido anfitriona de la vuelta al mundo a vela Whitbread Around The World desde 1985 a 1994 y participó de la carrera con el yate bajo el nombre "Uruguay Natural". La ciudad también fue anfitriona del American Summit de 1967 con asistencia del presidente de Estados Unidos, Lyndon Johnson, y de la Ronda Uruguay desarrollada en esta ciudad, desde donde nació la actual Organización Mundial del Comercio. La ciudad también fue anfitriona de las pre-calificaciones para la carrera del 2014 Formula E Championship con la presencia del corredor de Fórmula 1 de Toro Rosso, el corredor francés Jean-Eric Vergne, y del Gran Premio Punta del Este recibiendo a competiciones de rango nacional, sudamericano e internacional.
Además de festivales de cine internacionales, gastronomía y hotelería de primer nivel, la región cuenta con reservas naturales protegidas como la Isla de Lobos, La Isla Gorriti, La Barra, o el Arboretum Lussich. Los lugares de interés más populares de la zona son la escultura gigante La Mano, el complejo de estilo Santorini: Casapueblo, el Puente Garzón diseñado por Rafael Viñoly, y el Museo del Mar.
Punta del Este cuenta con una población permanente de 12 400 habitantes, pero alcanza hasta 450 000 residentes y visitantes en la alta temporada. Es uno de los centros del conurbano de Maldonado, con una población de 135 400 personas.

## Generalidades

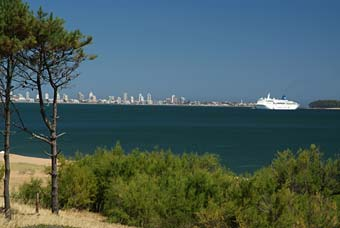
Península, crucero turístico e Isla Gorriti desde Pinares

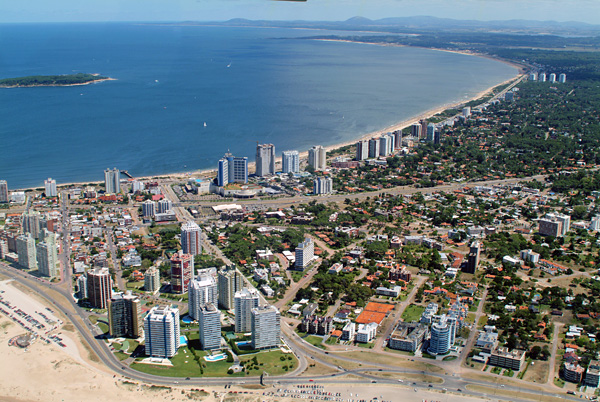
Avenida Chiverta desde Playa Brava al frente a Playa Mansa al fondo

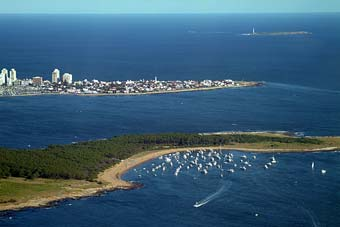
Isla Gorriti, la Península y la Isla de Lobos

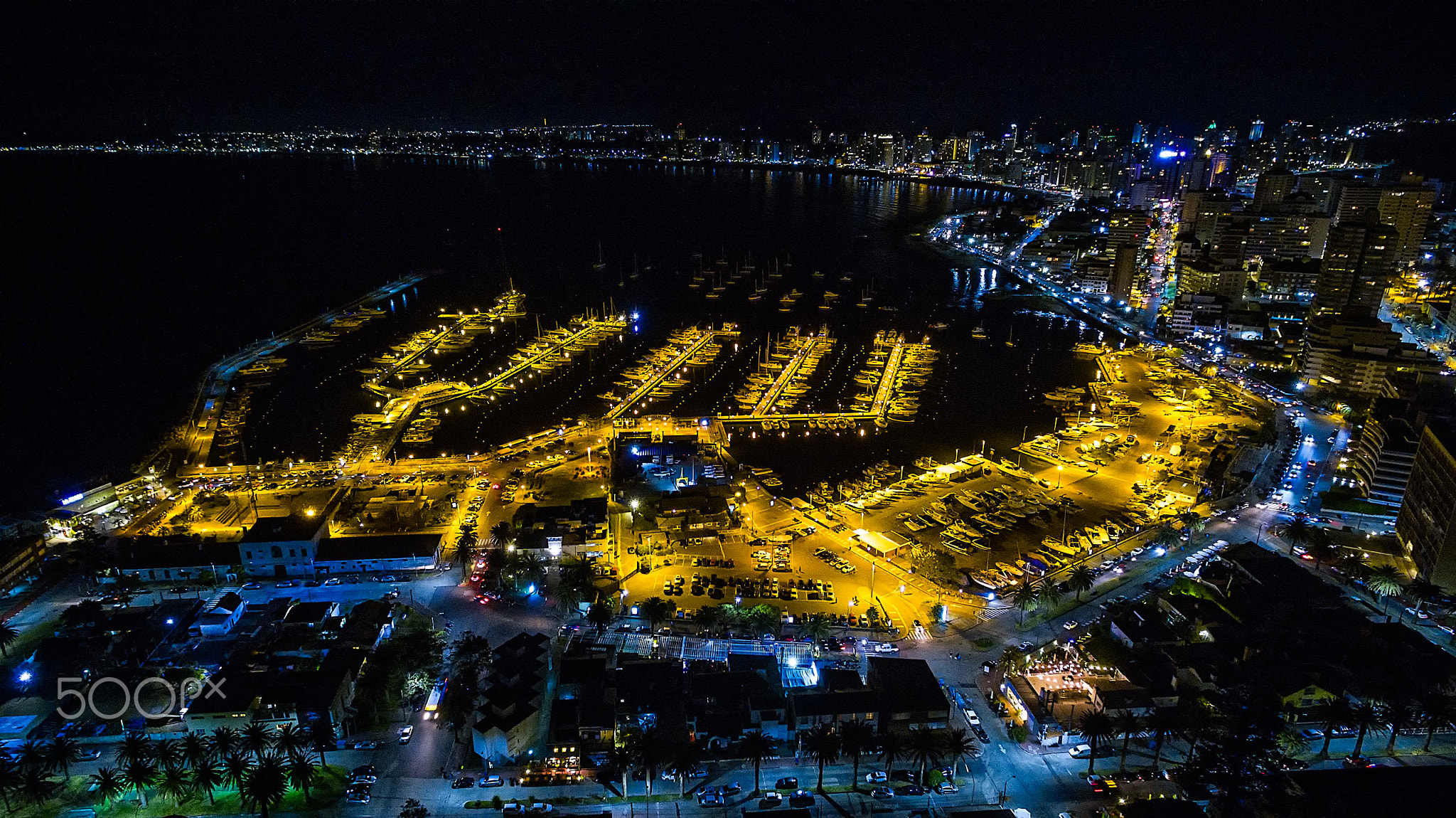
Vista del Puerto de Punta del Este por la noche, año 2016.

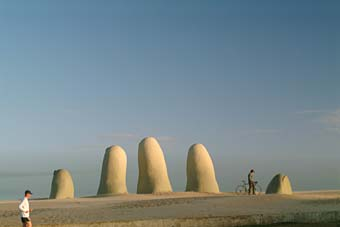
Mano de Punta del Este (1982) más conocida como Los dedos de Punta del Este, del escultor chileno Mario Irarrázabal, en Playa Brava

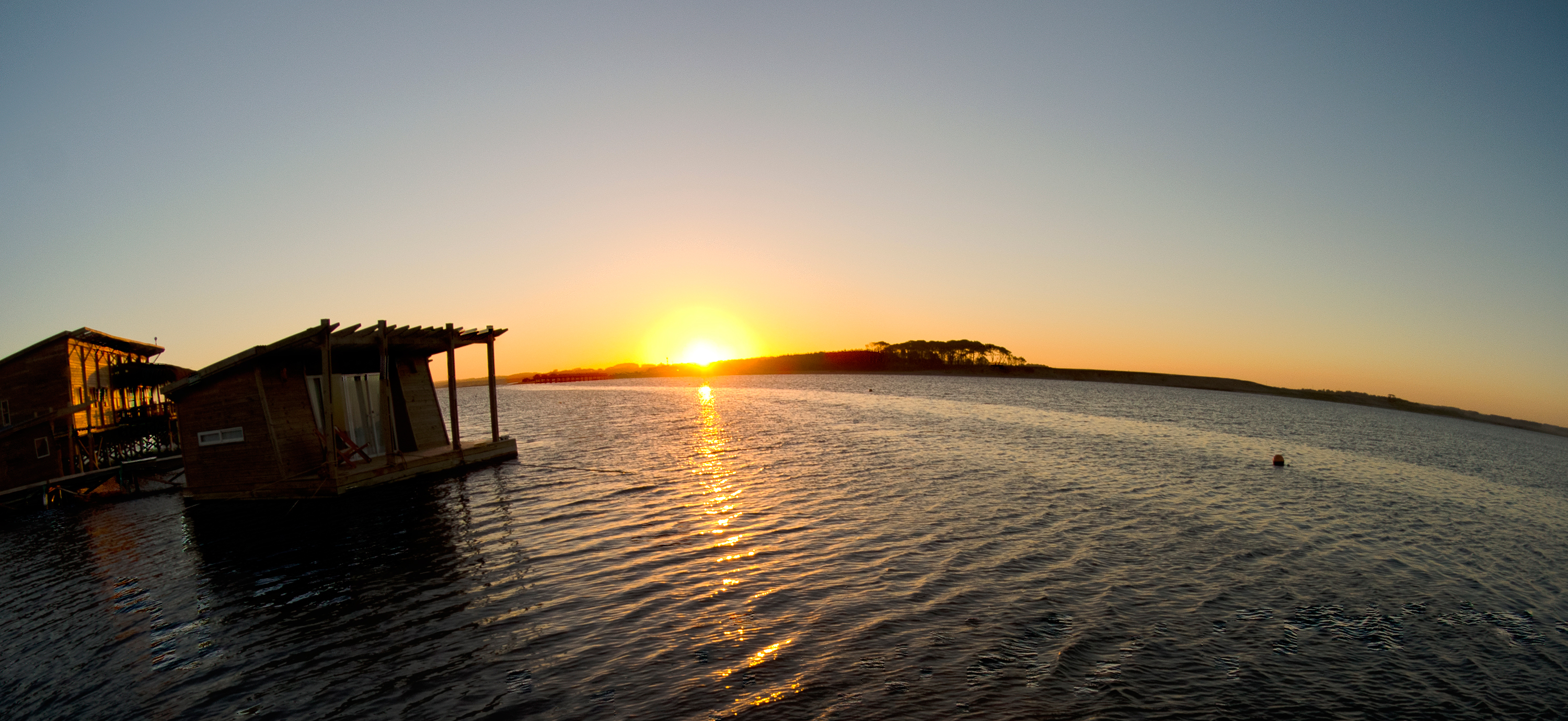
Hotel flotante sobre la Laguna Garzon

Se encuentra al sudeste del departamento de Maldonado y a 130 km de su ciudad capital (Maldonado), formando un conjunto urbano con esa ciudad y otras localidades cercanas. 
Su zona de influencia se extiende hacia el noreste hasta la Laguna Garzón; hacia el oeste hasta Ocean Park; y hacia el norte hasta San Carlos. 
Sus playas se dividen en «Mansa» del lado oeste, y «Brava» del lado este. El nombre dado a estas playas se debe a que la primera, al dar del lado del Río de la Plata (aunque sus aguas son saladas y verdes) y al estar protegida de los vientos y corrientes procedentes del océano Atlántico, presenta casi siempre sus aguas bastante calmas; además la isla Gorriti protege a esta playa de los vientos; mientras que la playa "Brava", al ser ya oceánica, posee un oleaje bastante más impetuoso. Cada bajada, a su vez, recibe un nombre según el parador que se encuentre en ella o número de la parada en la que se encuentre.
En las cercanías del balneario, existen lagunas, como las lagunas del Sauce, del Diario, Blanca, José Ignacio, y Garzón. Se practican allí deportes náuticos, como kitesurf, ski y wakeboard.
De acuerdo con el Tratado del Río de la Plata de 1973 entre la Argentina y el Uruguay, y para la Organización Hidrográfica Internacional, se considera a Punta del Este como el punto norte (o izquierdo) de la desembocadura del Río de la Plata en el océano Atlántico.
1. ↑  Se le denomina parador a los establecimientos ubicados en la playa misma, los cuales funcionan como restaurantes, salones para eventos y discotecas.
2. ↑  Las ramblas y principales avenidas de la ciudad se dividen en paradas; la extensión de cada una varía entre 200 y 250 metros. Sirve como guía y referencia, análogo a los kilómetros en las rutas.

## Historia
En 1516, el navegante español Juan Díaz de Solís durante su expedición al Río de la Plata bautizó al lugar como Puerto de Nuestra Señora de la Candelaria. La primera construcción de la península fue la batería de San Fernando y sus construcciones accesorias, levantada precariamente entre 1765 y 1766, y finalmente en piedra en 1794. 
En agosto de 1827, durante la Guerra del Brasil, una fallida  operación militar de tres días dirigida por el general de brigada Juan Antonio Lavalleja bajo la bandera de las Provincias Unidas del Río de la Plata tuvo como objetivo expulsar a una pequeña guarnición brasileña situada en un fortín construido estratégicamente en la península, aproximadamente en la intersección de la avenida Gorlero con calle 27. 
En 1829, el alcalde de Maldonado,el canario Francisco Aguilar, propuso al gobierno de la época la fundación de un pueblo en la península con el nombre de "Ituzaingó", en recuerdo de la victoria de los criollos sobre las fuerzas imperiales brasileñas en 1827 (Punta del Este, su historia socio-jurídica. Maximiliano Montañés Honoré, pág. 13). La propuesta no se concretó en virtud de la falta de fondos en el erario público (Idem.pág.15). Sin embargo, Aguilar, que tenía a su personal instalado en la península (faeneros que trabajaban en la matanza de lobos en la isla de Lobos, de la cual era concesionario), continuó insistiendo con su proyecto, aunque sin éxito, incluso presentó en 1834 planos de la futura ciudad.
Aguilar, un hombre acaudalado, había llegado a Uruguay en 1810. En 1811, compró tierras y se dedicó a la agricultura y al comercio. Instaló en Maldonado en 1837 el Establecimiento General de Vidriados, dedicado a la fabricación de baldosas, azulejos, cerámicas y ladrillos (El efímero Establecimiento General de Vidriados de Francisco Aguilar en Maldonado, siglo XIX, Rolf L. Nussbaum, pág. 1). Aguilar también fue el primer armador del país. Asimismo, se dedicó a la ganadería y a la política.
El 13 de junio de 1843, la península fue vendida a los hermanos Samuel y Alejandro Lafone, quienes la compraron en 4500 pesos, así como también la Isla Gorriti, que costó 1500 pesos. Los Lafone explotaron salinas en la península.  
En 1860 se inaugura el Faro, fue construido por Antonio Libarona (Maldonado y su Región, Carlos Seijo, pág. 341).
En 1889 se construyó el primer hotel, propiedad de Pedro Risso. Ya en ese entonces ya había un caserío habitado por gente de mar y por los encargados de la aduana y el faro, que aumentaba en forma paulatina su población en los meses de verano, con personas que comenzaron a ver en Punta del Este un lugar de descanso y terapia, disfrutando al mismo tiempo, de las bellezas naturales que ofrecía la península. 
En 1906, Punta del Este contaba con 492 habitantes, 111 casas construidas, 20 en construcción y 300 por construirse. Muchos de sus habitantes tenían ya sueños y otros tantos promovían iniciativas para hacer de Punta del Este una estación balnearia similar a las europeas de Biarritz y Brighton. En 1907 arribaron los primeros veraneantes a bordo del vapor "Golondrina", un grupo de familias argentinas y montevideanas invitadas por el Directorio de la Sociedad "Balneario Punta del Este".
El 5 de julio de 1907 la ley N.º 3186, declara oficialmente «...con la denominación de Punta del Este al conjunto de casas situadas en Punta del Este, Departamento de Maldonado»'. En ese momento en que se resolvió otorgar a la península la categoría de pueblo, Punta del Este contaba ya con un fraccionamiento definitivo efectuado por el agrimensor Francisco Surroca. 
En 1909 se colocó la piedra fundamental de la Iglesia de Punta del Este y, siete años después, en 1916, se iluminó el balneario con la primera instalación eléctrica. En 1924 Niceto S. de Loizaga y sus amigos fundaron el Yacht Club de Punta del Este. El fraccionamiento del barrio San Rafael fue realizado por Laureano Alonso Pérez, un español llegado de Argentina. Con Pizzorno y Antonio Lussich formaron la sociedad que construyó el Hotel San Rafael de Punta del Este. En 1930 llegó el ferrocarril.
Punta del Este tuvo un formidable desarrollo inmobiliario hacia 1980; en el balneario florecieron las torres de apartamentos y los complejos hoteleros. A partir de ese entonces, con altibajos condicionados por los ciclos económicos del país y la región, la actividad inmobiliaria se ha convertido en otro motor de la economía de Punta del Este. En 2022, los especialistas del mercado inmobiliario ven otro crecimiento exponencial en toda la localidad, ya que se encuentra como un lugar para vivir durante todo el año.

### Sismicidad
La región responde a la «falla de Punta del Este», con sismicidad baja; y su última expresión se produjo el 5 de junio de 1888 (137 años), con una magnitud de 5,5 en la escala de Richter. (Terremoto del Río de la Plata de 1888).

## Zonas de Punta del Este
La principal zona comercial de Punta del Este es la zona de la Avenida Gorlero, y de la calle 20, donde se encuentran marcas multinacionales. Esta zona es también un clásico punto de encuentro del balneario, sobre todo para los más chicos. 
Muy cerca de ahí se encuentra el puerto de la ciudad. Al puerto llegan cruceros de distintas partes del mundo con gran cantidad de turistas. En los últimos años, el puerto se ha convertido en un centro nocturno muy importante con muchos restaurantes donde se sirve principalmente comida de mar.

## Medios de transporte
Se puede acceder a Punta del Este por diferentes medios de transporte, sea terrestre, aéreo o por vía marítima.

### Vía aérea
Existen vuelos desde Buenos Aires, San Pablo, Santiago de Chile y Asunción al Aeropuerto Internacional de Laguna del Sauce, situada a 21 km del balneario.

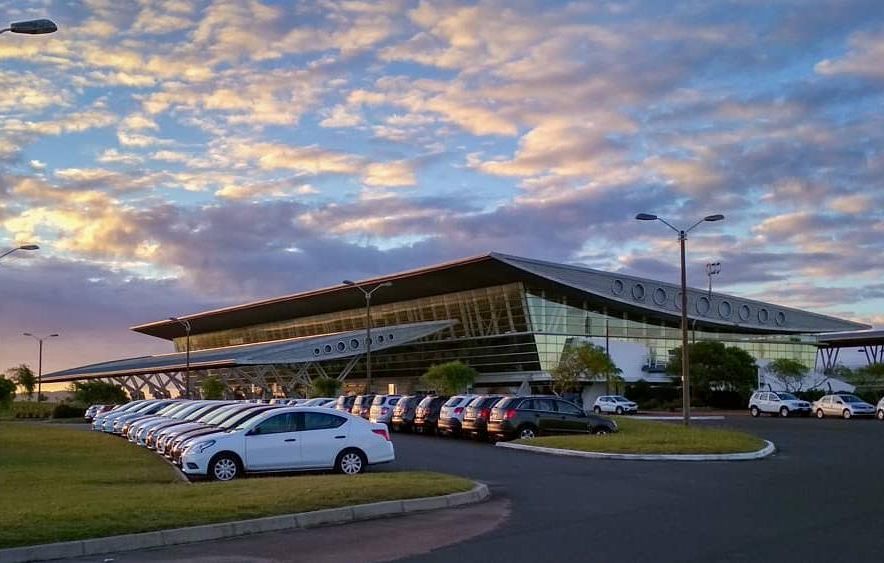
Aeropuerto Internacional Laguna del Sauce

### Vía fluvial
Diversas compañías cuentan con varias frecuencias diarias que unen Buenos Aires y Montevideo por vía fluvial, desde donde hay autobuses.

### Vía terrestre
Desde la Terminal Tres Cruces en Montevideo, así como de otras ciudades importantes de países limítrofes o del Uruguay, se cuenta con líneas regulares directas e indirectas, que acceden a la península. La distancia desde la capital por carretera es de 135 km.

## Turismo

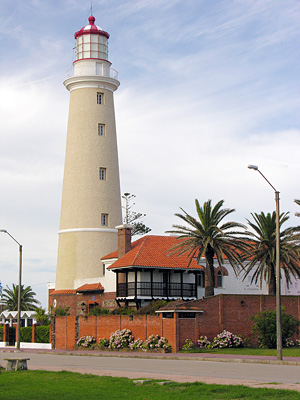
Faro de Punta del Este.

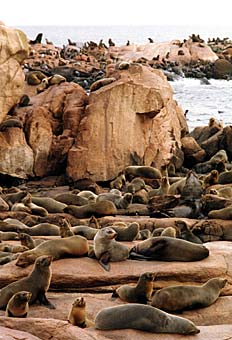
Lobos marinos en la Isla de Lobos.

Punta del Este es un importante balneario de América del Sur. Cuenta con una rambla y un puerto con buena infraestructura y capacidad de amarre. Especialmente en temporada estival, la ciudad recibe gran cantidad de turistas, la mayoría argentinos y brasileños, quienes en parte también invierten en ella. En el verano del 2011 fueron 1 249 852 argentinos, y 312 324 brasileños junto con, entre otros, 102 275 visitantes europeos y 58 706 estadounidenses.

### Festivales de cine
En 1951, gracias al impulso del empresario argentino Mauricio Litman, se realizó el Primer Festival Internacional de Cine Punta del Este en el cine del Cantegril Country Club, ubicado en el barrio Cantegril. Numerosas figuras internacionales se hicieron presentes en las varias delegaciones visitantes, entre ellas Silvana Mangano, Joan Fontaine y Gérard Philipe, y se exhibieron títulos como Diario de un cura rural de Robert Bresson, La ronda de Max Ophüls, y La malvada de Joseph L. Mankiewicz.
Un año más tarde se estrenó Rashomon de Akira Kurosawa, Umberto D. de Vittorio de Sica, y Juventud, divino tesoro de Ingmar Bergman. Tras estas dos ediciones iniciales, el Festival de Cine de Punta del Este dejó de realizarse por varios años. En época reciente, la Intendencia de Maldonado ha vuelto a organizarlo.

### Hotelería y gastronomía
Punta del Este cuenta con hoteles de cinco estrellas, como el Enjoy Punta del Este (ex Conrad) de la cadena chilena Enjoy, ubicado en la Playa Mansa. En las décadas de 1950 a 1980, el principal hotel era el Hotel San Rafael de Punta del Este.
Históricamente fue un balneario costoso para la región. En los últimos años (y como consecuencia de la severa crisis económica regional en 2002) la oferta hotelera y gastronómica ha evidenciado un mayor esmero con la relación calidad-precio. Además, entre los jóvenes se está imponiendo la modalidad de alojamiento en hostels.

### Paseos y excursiones
Uno de los puntos más fuertes de la ciudad es la Avenida Gorlero, la principal calle del balneario. En torno a esta avenida nació la vida turística de Punta del Este y en ella se encuentran galerías comerciales, restaurantes, cines, un casino, locales comerciales y muchos atractivos más. El punto neurálgico de la avenida Gorlero es la Plaza Artigas, donde se desarrolla la popular feria de los artesanos; en sus numerosos stands se puede observar y adquirir artesanías en cuero, piedra, metales, vidrio y otros materiales. Otro lugar a visitar es la Isla Gorriti, se puede acceder mediante cruceros, veleros y barcazas que salen a toda hora desde el puerto de Punta del Este. También se pueden contratar paseos en helicóptero.

#### Casapueblo
La construcción denominada «Casa Pueblo», obra del pintor y escultor uruguayo Carlos Páez Vilaró, es un símbolo de la región turística de Punta del Este. Su construcción fue realizada durante 36 años. Se encuentra en realidad en la zona de Punta Ballena, que está al oeste de Punta del Este, a pocos kilómetros de la ciudad.
Se considera universalmente como una «escultura habitable». En su interior cuenta con varias salas en dirección al mar, donde constantemente se llevan a cabo exposiciones de esculturas, pinturas y cerámicas. El lugar también es famoso por las puestas de sol que pueden observarse desde su arquitectura. También existe un complejo para hospedaje.

#### El faro
El faro, de 45 metros de altura, fue construido en 1860 por Tomás Libarena con materiales provenientes de Europa. Se erigió con el objetivo de que los navegantes del Río de la Plata y del océano Atlántico pudieran orientarse.

#### Iglesia de la Candelaria
Muy cerca del faro se encuentra este templo católico, de sobrio estilo neorrománico, construido en 1941. En él se venera la imagen de la Virgen de la Candelaria.

#### Isla Gorriti
La isla tiene una superficie de 21 ha que puede ser recorrida por los visitantes que diariamente desembarcan en ella para disfrutar de una naturaleza inigualable y de sus dos hermosas playas, Puerto Jardín y Playa Honda. Esta última se encuentra de espalda a Punta del Este y cuenta con un parador, además de varios fogones dispersos para uso libre del turista.
Cobija como un puerto natural a las embarcaciones que allí fondean y es un lugar ideal para practicar deportes acuáticos. La isla hoy en día está poblada por miles de pinos gracias a las plantaciones realizada por el ingeniero Rómulo Rubbo, cuya obra fue continuada años después por su hija, la ingeniera forestal Selva Rubbo.
La isla fue conocida por diferentes nombres a través del tiempo: "Islas de las Palmas" e "Isla de Maldonado". A mediados del siglo XVIII, fue enviado prisionero a ella el Capitán Don Francisco Gorriti, acontecimiento que impondrá poco a poco su nombre actual de Isla de Gorriti.

#### Isla de Lobos
En sus 41 ha de superficie rocosa se encuentra la colonia más grande de lobos marinos de América del Sur, frente a las playas oceánicas de Punta del Este, a 8 km de la costa.
Fue descubierta por Juan Díaz de Solís en 1516. Cuentan las leyendas que algunos tripulantes desembarcaron en su playa para abastecer su suministro de agua dulce y cazar 66 lobos marinos, los cuales serían su único alimento en el viaje de regreso, llevando además las pieles para ser comercializadas en el mercado de Sevilla.

#### La Barra de Maldonado

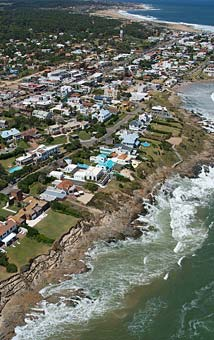
La Barra de Maldonado.

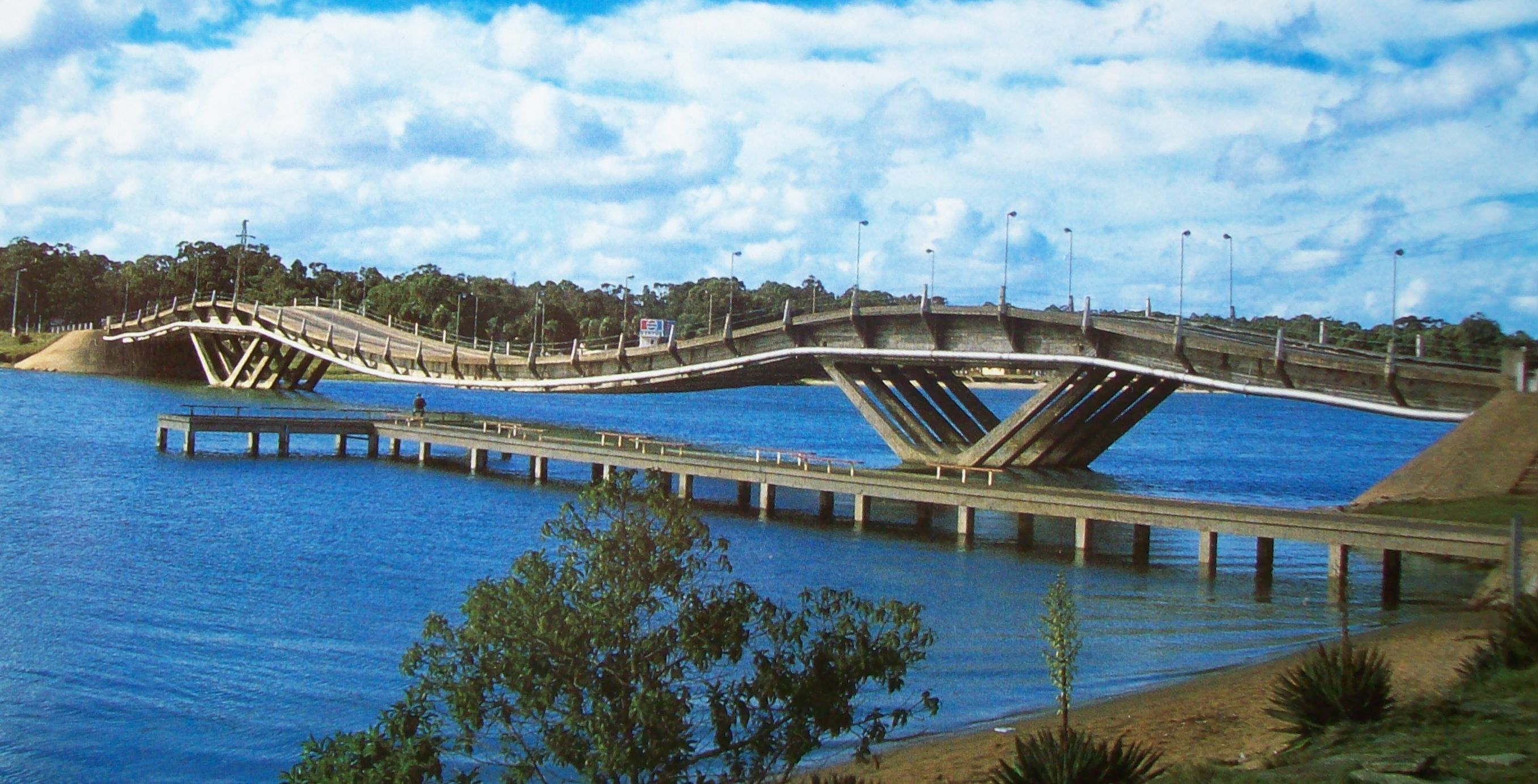
Puente de La Barra.

En los años 1940, La Barra era un pueblo de pescadores, cuando los pobladores de la ciudad próxima San Carlos comenzaron a construir sus residencias de veraneo. 
Esta zona cercana a Punta del Este ha sido siempre uno de los referentes del departamento de Maldonado y su popularidad ha aumentado en los últimos años debido a un gran crecimiento demográfico que tuvo como resultado la apertura de más negocios, y una nueva y variada lista de atractivos turísticos. Entre sus más conocidos atractivos se encuentran sus playas, su movida nocturna (en verano), y al muy conocido puente ondulado o "Puente de La Barra". Esta obra civil fue realizada por Leonel Viera en 1965, y se encuentra en la desembocadura del Arroyo Maldonado. El arroyo es ideal para la práctica de deportes náuticos y pesca deportiva, y es conocido por sus historias de barcos y piratas. Además existen otros parajes en sus cercanías como los balnearios o playas El Tesoro, Montoya, Bikini o Manantiales.

## Clima
Punta del Este posee un clima templado oceánico, Cfb según la Clasificación climática de Köppen, con 4 estaciones bien definidas.
Por ser una península que divide el Río de la Plata y el Océano Atlántico, Punta del Este es más ventoso que otras ciudades uruguayas, especialmente en la zona de la Península, donde suele soplar casi todos los días. Esto también favorece a que la oscilación térmica diaria y anual sea menor que en ciudades cercanas como Montevideo o Buenos Aires, haciendo que las condiciones se suavicen tanto en verano como en invierno.
El verano es cálido, pero no excesivamente caluroso, esto pasa gracias a la brisa oceánica que suaviza la temperatura y la sensación térmica es más agradable. El mes más cálido es enero, con máximas de 26 °C y mínimas de 18 °C.
El invierno es fresco, ventoso, y nublado. Esas condiciones invernales hacen que la sensación térmica sea más baja que la temperatura real. El mes más frío es julio, con máximas de 14 °C y mínimas de 8 °C.
Las precipitaciones están repartidas durante todo el año, con un pequeño pico al final del invierno, aunque esto varía año a año.
| Parámetros climáticos promedio de Punta del Este (1961–1990) | Parámetros climáticos promedio de Punta del Este (1961–1990) | Parámetros climáticos promedio de Punta del Este (1961–1990) | Parámetros climáticos promedio de Punta del Este (1961–1990) | Parámetros climáticos promedio de Punta del Este (1961–1990) | Parámetros climáticos promedio de Punta del Este (1961–1990) | Parámetros climáticos promedio de Punta del Este (1961–1990) | Parámetros climáticos promedio de Punta del Este (1961–1990) | Parámetros climáticos promedio de Punta del Este (1961–1990) | Parámetros climáticos promedio de Punta del Este (1961–1990) | Parámetros climáticos promedio de Punta del Este (1961–1990) | Parámetros climáticos promedio de Punta del Este (1961–1990) | Parámetros climáticos promedio de Punta del Este (1961–1990) | Parámetros climáticos promedio de Punta del Este (1961–1990) |
| Mes                                                          | Ene.                                                         | Feb.                                                         | Mar.                                                         | Abr.                                                         | May.                                                         | Jun.                                                         | Jul.                                                         | Ago.                                                         | Sep.                                                         | Oct.                                                         | Nov.                                                         | Dic.                                                         | Anual                                                        |
| ------------------------------------------------------------ | ------------------------------------------------------------ | ------------------------------------------------------------ | ------------------------------------------------------------ | ------------------------------------------------------------ | ------------------------------------------------------------ | ------------------------------------------------------------ | ------------------------------------------------------------ | ------------------------------------------------------------ | ------------------------------------------------------------ | ------------------------------------------------------------ | ------------------------------------------------------------ | ------------------------------------------------------------ | ------------------------------------------------------------ |
| Temp. máx. abs. (°C)                                         | 37.0                                                         | 34.4                                                         | 34.4                                                         | 30.6                                                         | 29.8                                                         | 26.6                                                         | 28.3                                                         | 27.4                                                         | 31.0                                                         | 31.8                                                         | 32.2                                                         | 37.6                                                         | 37.6                                                         |
| Temp. máx. media (°C)                                        | 25.2                                                         | 25.1                                                         | 24.0                                                         | 21.2                                                         | 18.2                                                         | 14.8                                                         | 14.4                                                         | 14.7                                                         | 16.0                                                         | 18.4                                                         | 21.0                                                         | 23.8                                                         | 19.7                                                         |
| Temp. media (°C)                                             | 21.6                                                         | 21.7                                                         | 20.6                                                         | 17.9                                                         | 15.0                                                         | 12.2                                                         | 11.5                                                         | 11.6                                                         | 12.8                                                         | 15.0                                                         | 17.4                                                         | 20.0                                                         | 16.4                                                         |
| Temp. mín. media (°C)                                        | 18.1                                                         | 18.4                                                         | 17.6                                                         | 14.9                                                         | 12.1                                                         | 9.5                                                          | 8.7                                                          | 8.8                                                          | 9.9                                                          | 11.4                                                         | 14.1                                                         | 16.4                                                         | 13.3                                                         |
| Temp. mín. abs. (°C)                                         | 10.2                                                         | 11.6                                                         | 10.4                                                         | 6.8                                                          | 3.4                                                          | -0.2                                                         | 1.4                                                          | 1.4                                                          | 1.6                                                          | 4.0                                                          | 7.4                                                          | 7.0                                                          | -0.2                                                         |
| Precipitación total (mm)                                     | 75.4                                                         | 84.8                                                         | 79.3                                                         | 84.0                                                         | 91.4                                                         | 80.3                                                         | 90.3                                                         | 93.9                                                         | 93.1                                                         | 85.0                                                         | 86.8                                                         | 66.6                                                         | 1010.9                                                       |
| Días de precipitaciones (≥ 1 mm)                             | 8                                                            | 9                                                            | 9                                                            | 9                                                            | 9                                                            | 10                                                           | 10                                                           | 9                                                            | 9                                                            | 9                                                            | 8                                                            | 8                                                            | 107                                                          |
| Horas de sol                                                 | 263.8                                                        | 212.5                                                        | 243.0                                                        | 181.3                                                        | 147.0                                                        | 103.8                                                        | 118.8                                                        | 157.5                                                        | 169.3                                                        | 234.5                                                        | 217.5                                                        | 289.3                                                        | 2338.3                                                       |
| Fuente n.º 1: World Meteorological Organization              |                                                              |                                                              |                                                              |                                                              |                                                              |                                                              |                                                              |                                                              |                                                              |                                                              |                                                              |                                                              |                                                              |
| Fuente n.º 2: NOAA (extremes, sun and mean temperature)      |                                                              |                                                              |                                                              |                                                              |                                                              |                                                              |                                                              |                                                              |                                                              |                                                              |                                                              |                                                              |                                                              |

## Playas de Punta del Este

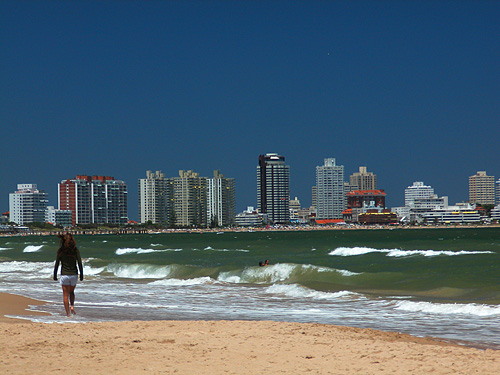
Playa Mansa en un día inusualmente bravo.

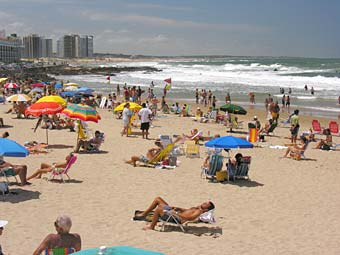
Playa El Emir.

Las más conocidas son Playa Mansa y Playa Brava y ambas hacen honor a sus nombres. “La Mansa”, como suele denominársele, es ideal para niños y para quienes desean tomar un placentero baño de mar. Sus aguas bañan la Bahía de Maldonado y la Isla Gorriti. “La Brava”, desde la que se divisa la Isla de Lobos, es para quienes gustan de las aguas más picadas del océano Atlántico. En invierno, sus olas son el paraíso de aquellos que practican windsurf.
En estas playas se congregan familias enteras con sus niños, amigos que se juntan para tomar sol y bañarse y aquellos que gustan de practicar deportes acuáticos de todo tipo. Contemplar el amanecer o atardecer es un espectáculo imperdible e inolvidable.
La mayoría de estos lugares ofrece pequeños restaurantes que proveen servicio de playa para satisfacer los antojos costeros de los visitantes. Si bien es cierto que las playas cercanas a la ciudad pueden estar un poco concurridas, sólo se necesita viajar una corta distancia para encontrar una franja costera casi virgen. A menos de 30 km al este de Punta del Este, se encuentra José Ignacio.

### Características de algunas playas

#### Playas ubicadas en Punta del Este
- Playa Mansa
  - Parada 1 Fondo: arena fina, con bloques. Dinámica: calma. Profundidad: poca pendiente.
  - Parada 7 Fondo: arena fina a media. Dinámica: mar de viento. Profundidad: gradual.
- Playa Brava
  - Chiverta Fondo: arena media a fina. Dinámica: mar de viento y de fondo. Profundidad: pendiente gradual.
  - Papa Charlie Fondo: arena media. Dinámica: mar de viento de fondo. Profundidad: pendiente gradual.
  - La Gorgorita Fondo: arena gruesa y roquedos. Dinámica: corrientes alternativas y de ruptura. Prof.: variable, pozos.
- Otras playas
  - Punta del Chileno Fondo: arena gruesa. Dinámica: corriente de retorno, mar de fondo. Prof.: fuerte pendiente.
  - El Emir Fondo: arena media, roquedos. Dinámica: mar de viento y de fondo. Profundidad: gradual.
  - El Placer (Desembocadura del Arroyo Maldonado, estuario salobre) Fondo: arena fina y media. Dinámica: corriente de marea. Profundidad: muy variable, pozos.

#### Playas cercanas
- Playas al Oeste
  - Las Grutas (El Chiringo) Fondo: arena muy gruesa, roquedos. Dinámica: corriente de retorno, mar de viento y de fondo.Profundidad: fuerte pendiente.
  - Punta Ballena No posee playas, sino que la única forma que acceder al agua es bajando por la piedras que forman la península, la profundidad aproximadamente del agua en las orillas de las rocas es de 2 metros.
  - Portezuelo (Rinconada) Fondo: arena fina. Dinámica: mar de viento. Profundidad: profundo, doble banco.
  - Portezuelo (Solanas) Fondo: arena finísima. Dinámica: mar de viento. Profundidad: poca pendiente, doble banco.
  - Chihuahua Playa naturista habilitada desde el año 2000 por el municipio de Maldonado para la práctica del nudismo.
  - Laguna del Sauce Agua dulce. Fondo: arena muy fina a media. Dinámica: ola pequeña. Profundidad: fondos llanos.
  - Playa Barra de Portezuelo Fondo: arena finísima. Dinámica: mar de viento. Profundidad: poca pendiente. Gran pesquero.
- Playas al Este
  - Playa Montoya Fondo: arena dorada. Dinámica: mar de viento y de fondo. Profundidad: gradual.
  - Manantiales (Bikini) Fondo: arena media a gruesa. Dinámica: corriente de retorno y mar de viento y de fondo. Profundidad: gradual a reflexiva (profunda).
  - José Ignacio Fondo: arena gruesa a media. Dinámica: corriente de retorno, mar de viento y de fondo. Profundidad: gradual a reflexiva (profunda).
  - Laguna de José Ignacio Agua dulce. Fondo: arena gruesa. Dinámica: ola pequeña. Profundidad: fondos llanos.

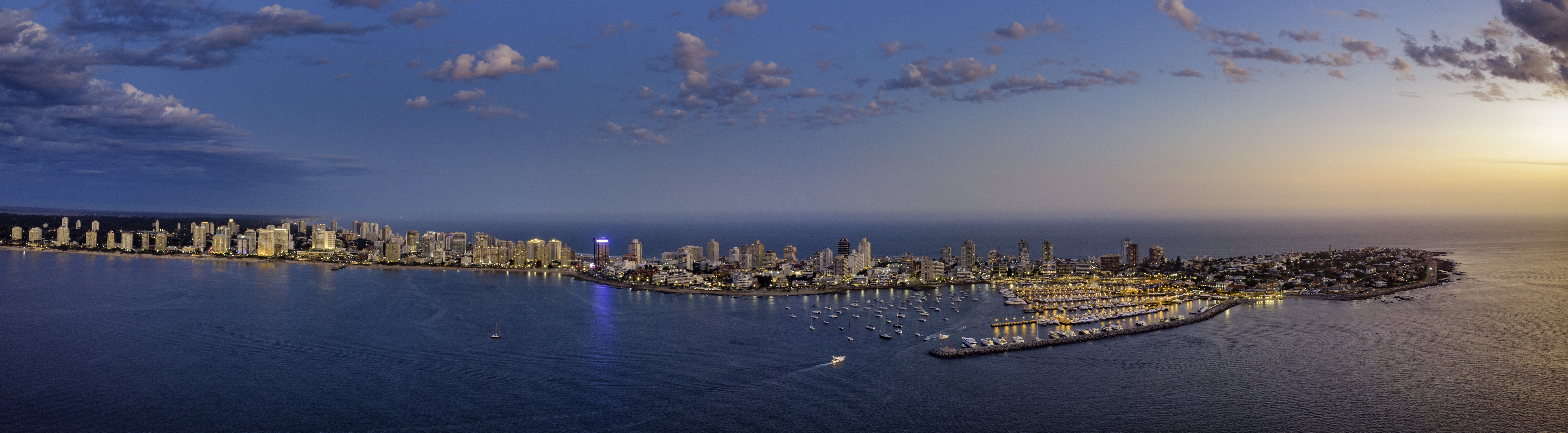
Punta del Este al atardecer.

## Centros comerciales
Punta Shopping es el centro comercial de la península, se encuentra en la Avenida Roosevelt.
En él se encuentra una variada oferta comercial. Además el shopping posee 8 salas de cine, bowling, casino con slots, y una gran oferta gastronómica.

## Eventos deportivos

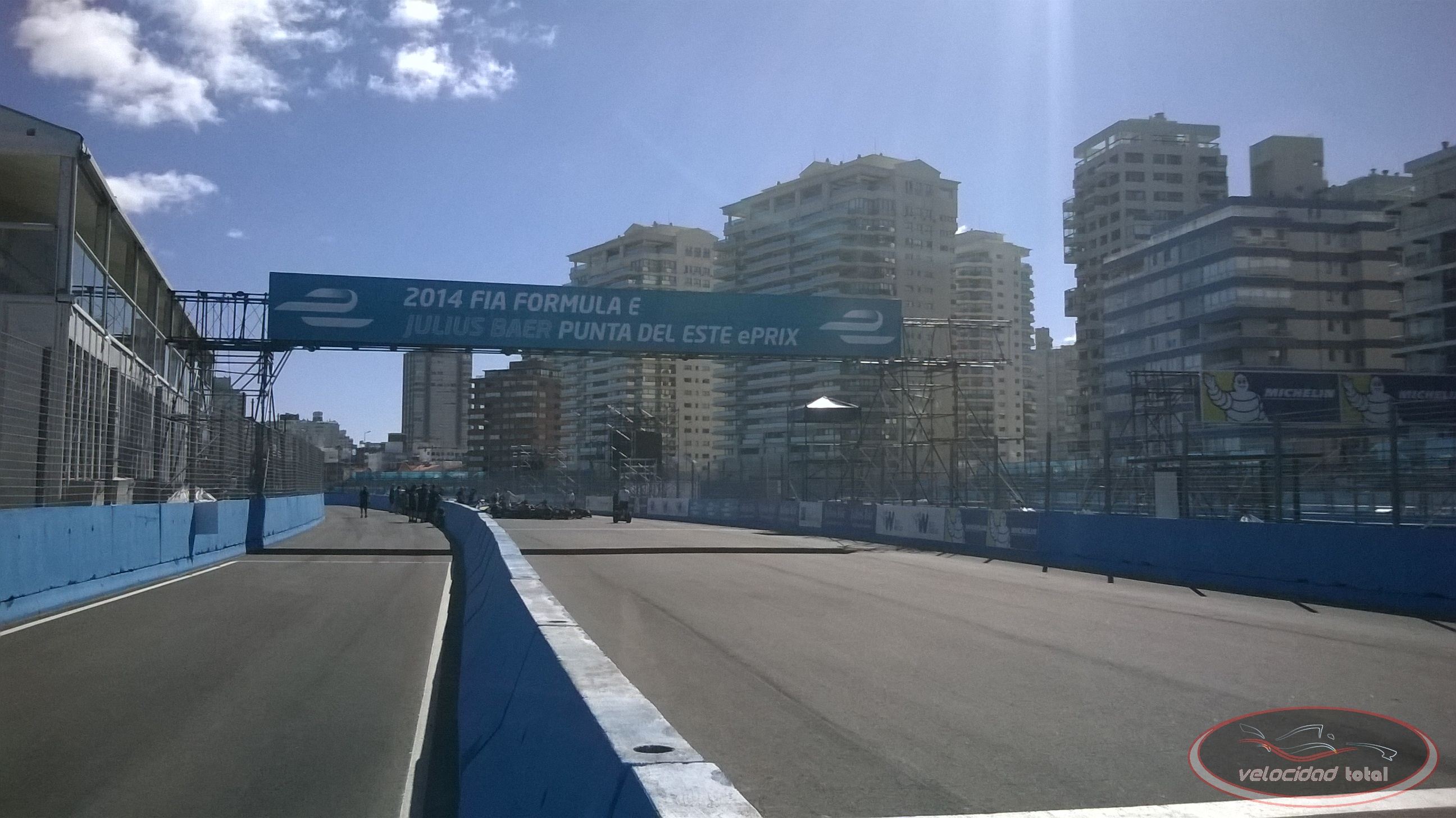
El Punta del Este ePrix de 2014 fue la primera carrera de la historia de la Fórmula E en América.

Entre varias actividades deportivas, y sobre todo automovilísticas, se destaca la realización del Punta del Este ePrix de 2014, tercera fecha del campeonato de la Fórmula E y fecha inaugural de la categoría dentro de América. El circuito urbano, de 2,8 kilómetros de longitud, estuvo situado junto al puerto de Punta del Este.
Es tradicional el Seven de Punta del Este, competición de rugby 7 que se desarrolla desde 1989.
También se disputa el Punta del Este Open o Challenger Punta del Este en febrero. Es un torneo sobre polvo de ladrillo que forma parte del ATP Challenger Series.

## Ciudades hermanadas
- Mar del Plata, Argentina
- El Jagüel, Esteban Echeverria, Argentina
- San Francisco, CA, Estados Unidos
- Sunny Isles Beach, Estados Unidos
- Miami, Estados Unidos (desde 2017)[23]
- Sanya, China (desde 2025)[24]
- Miraflores, Perú
- Marbella, España (desde 2004)[25]
- Lebrija, España (desde c. 1516)[26][27]
- Viña del Mar, Chile
- La Serena, Chile
- Ibarra, Ecuador
- Guayaquil, Ecuador (desde 1970)
- Dubrovnik, Croacia[28]
- Porto Alegre, Brasil
- La Paz, Bolivia
- Los Cabos, México (desde 2013)[29]
- Cancún, México (desde 2014)[30]